# 辰馬半右衛門

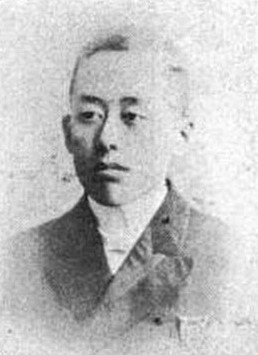
15代目辰馬半右衛門

辰馬 半右衛門（たつうま はんえもん、前名・發蔵、1877年〈明治10年〉8月11日 - 没年不明）は、日本の政治家、酒造家（銘酒・東自慢醸造本舗）、実業家、兵庫県多額納税者、海運業者、地主。
兵庫県武庫郡鳴尾村長。本辰馬商店店主。辰馬商会社長。京都貿易銀行頭取。東辰馬酒造取締役。阪神電気鉄道、日本摂酒各監査役。族籍は兵庫県平民。

## 経歴
先代・辰馬半右衛門の二男。1892年、家督を相続し、前名・發蔵を改め襲名した。清酒醸造業や、鉱山海運業を営んだ。
1887年、西宮の辰馬家当主辰馬吉左衛門と「有限責任盛航会社」を設立した。
1902年、摂津航業を買収して「辰馬商会」と改称した。
1905年、阪神電気鉄道が開通すると地元の武庫川堤約7千坪を開墾して翌1906年に百花園を開設、日本摂酒監査役に就任した。頭取に就任した京都貿易銀行は「京都通商銀行」と改称、1921年4月休業破産、1930年4月、任意解散が認可された。

## 人物
日本一の酒屋長者である。株式界の仕手としても著名であった。真偽のほどは不明だが、当時の株式市況では仕手筋たる「鳴尾辰馬困窮の風説」がしばしば流布された。苦楽園付近にも約50万坪を保有し、「御影土地」の発起人としても登場しており、阪神間の主要な不動産投資家でもあった。
趣味は謡曲。宗教は真宗。

## 家族・親族
辰馬家
辰馬家は古くより兵庫県武庫郡鳴尾村（現西宮市）に土着し、当主に至るまで15代の旧家である。寛永年間から千石船数十隻を運航し、1885年、辰馬鉱業部を創業して和歌山県東牟婁郡三尾川で銅山を採掘した。1915年、酒造経営が行き詰まったのを機に、小西酒造に商標をはじめ酒造蔵、土地、建物などいっさいを売却、小西酒造は新たに西宮市今津に「本辰酒造株式会社」を設立した。
- 父・半右衛門[3][6]
- 母・まき（1845年 - ?、大阪、岩崎徳右衛門の八女）[3]
- 妻・清子（1884年 - ?、子爵水野忠款の叔母）[3][6]
- 男・明（1908年 - ?）[3][6]
- 長女・恭子（1901年 - ?、東京、鍋島二郎の妻[4]、あるいは大阪、生駒季子方に入家[6]）
- 二女・慶子（1902年 - ?、兵庫、辰馬半蔵の長男章蔵の妻）[4]

親戚
- 廣海惣太郎（肥料商、阪南銀行頭取、岸和田煉瓦綿業社長）
- 辰馬半蔵（兵庫県多額納税者、酒造家）
- 水野忠款（子爵）